# كونزية خلابة
كونزية خلابة (الاسم العلمي:Kunzea pulchella) هي نوع من النباتات تتبع جنس الكونزية من فصيلة الآسية. تم وصف هذا النوع من النبات علمياً لأول مرة من قبل أليخاندرو جورج وجون لندلي سنة 1966.